# Bitwa pod Elasą
Bitwa pod Elasą – starcie zbrojne, które miało miejsce w roku 160 p.n.e. w trakcie powstania machabejskiego (lata 167–160 p.n.e.).
Zakończyła się zwycięstwem wojsk Seleucydów pod wodzą Bakchidesa nad oddziałem 3000 Żydów dowodzonych przez Judę Machabeusza. W wyniku tej bitwy Juda, przywódca powstania, poniósł śmierć.
Bitwa opisana jest w Biblii w 1 Mch 9,1-22.